# 대기 탈출

태양계 일부 행성의 탈출 속도와 표면 온도에 따라 각 행성에 남을 수 있는 기체를 보여주는 그래프. 각 행성은 크기에 비례하는 원으로 표시하였으며, 온도, 탈출 속도 값은 가운데 있는 검은 점의 위치로 표시하였다.

대기 탈출은 행성 대기에 있는 기체가 우주 공간으로 빠져나가는 것을 뜻한다. 시간적인 규모에 따라 다양한 메커니즘으로 대기 탈출이 발생할 수 있지만, 그 가운데 가장 중요한 것은 영국 천문학자 제임스 진스 경의 이름을 딴 진스 탈출이다. 제임스 진스 경은 분자의 운동 에너지 때문에 대기 탈출이 일어나는 과정을 설명한 인물이다.

## 열에 의한 탈출 메커니즘
고전적인 열적 탈출 메커니즘 가운데 하나로 진스 탈출이 있다. 기체 분자의 평균 속도는 온도에 따라 결정되지만, 분자들끼리 충돌하면서 운동 에너지를 얻거나 잃는 과정에서 개별 분자의 속력은 크게 달라질 수 있다. 분자들의 운동 에너지의 분포는 맥스웰 분포로 기술할 수 있다. 운동 에너지와 분자의 질량을 알면 E_{{{\mathit  {kin}}}}={\frac  {1}{2}}mv^{2} 식으로부터 속도를 구할 수 있다.
맥스웰 분포의 긴 꼬리 부분에 해당되는 속도로 움직이는 분자들은 탈출 속도에 다다를 수 있는데, 이런 분자가 대기권에서 평균자유이동경로가 높이척도 수준에 달하는 높이까지 올라간다면 대기를 벗어날 수 있다.
기체 분자의 질량이 클수록 주어진 온도에서 그 분자들의 평균속도가 낮으므로 탈출 속도 수준으로 빨라질 가능성도 낮아진다.
수소가 이산화탄소보다 더 쉽게 대기를 빠져나가는 이유가 바로 이 때문이다. 또한 행성의 질량이 클수록 탈출 속도도 커져서 빠져나가기가 어려워진다. 지구 대기에는 수소와 헬륨이 별로 없는데 반해 거대 가스 행성에는 여전히 많은 것도 바로 이런 이유 때문이다. 행성과 그 행성이 공전하고 있는 별 사이의 거리도 중요한 요인이다. 별에서 가까운 행성에서는 대기가 더 뜨겁기 때문에 분자들의 속도 분포가 더 높은 쪽으로 치우치게 되어 탈출할 가능성이 높다. 별에서 멀리 떨어진 행성에서는 대기가 더 차가우므로 속도가 낮은 쪽으로 분포하게 되어 탈출 가능성이 낮다. 토성의 위성인 타이탄은 지구에 비해 작지만 태양에서 멀기 때문에 대기가 더 두껍다.
압력과 온도가 충분히 높은 대기에서는 “유체역학적인 탈출”이라는 다른 탈출 메커니즘으로 대기를 탈출할 수 있다. 열 에너지가 누적되어 생기는 압력의 차이 때문에 대기가 바람 불듯 우주로 흘러나가 버리는 방식이다. 이런 경우에는 일반적으로 대기를 빠져나가기 힘든 무거운 분자도 같이 쓸려나갈 수 있다. 유체역학적인 탈출은 일부 뜨거운 목성(HD 209458 b, HD 189733 b)이나 뜨거운 해왕성(GJ 436 b)을 비롯하여 행성 가까이 있는 태양계 밖 행성에서 관찰된 바 있다.